# Astrio
(Gregorio Brunelli, «Curiosi trattenimenti contenenti ragguagli sacri e profani dei popoli camuni», 1698)
Astrio (Ahtre in dialetto camuno) è una frazione del comune di Breno in Val Camonica a 794 metri s.l.m.

## Geografia fisica

### Territorio
Astrio è il primo paese della Val Camonica che si incontra scendendo dal Passo di Crocedomini.
Giace in una conca naturale orientata a sud-est.

## Origini del nome
Il nome potrebbe derivare da Ahtre, Oahtre, Castrum (fortezza), come ricordo del dominio romano.

## Storia
Il 19 ottobre 1336 il vescovo di Brescia Jacopo de Atti investe iure feudi dei diritti di decima nei territori di Breno, Borno, Astrio, Monno e Ossimo Girardo del fu Giovanni Ronchi di Breno.
Il 15 maggio 1365 il vescovo di Brescia Enrico da Sessa investe iure feudi dei diritti di decima nei territori di Breno, Vione, Vezza, Sonico, Malonno, Berzo Demo, Astrio, Ossimo e Losine Giovanni e Gerardo del fu Pasino Federici di Mù.
Il 17 settembre 1423 il vescovo di Brescia Francesco Marerio investe iure feudi dei diritti di decima nei territori di Monno, Cevo, Andrista, Grumello, Saviore, Cemmo, Ono, Sonico, Astrio, Malegno, Cortenedolo, Vione, Incudine e Berzo Demo a Bertolino della Torre di Cemmo .

### Ricorrenze
Durante il periodo estivo è rinomato in valle per la sua sagra del baccalà (da cui lo scotöm dei suoi abitanti).

### Feudatari locali
Famiglie che hanno ottenuto l'infeudazione vescovile dell'abitato:
| Famiglia    | Stemma | Periodo  |
| Ronchi      |        | 1336 - ? |
| Federici    |        | 1365 - ? |
| Della Torre |        | 1423 - ? |

## Monumenti e luoghi d'interesse

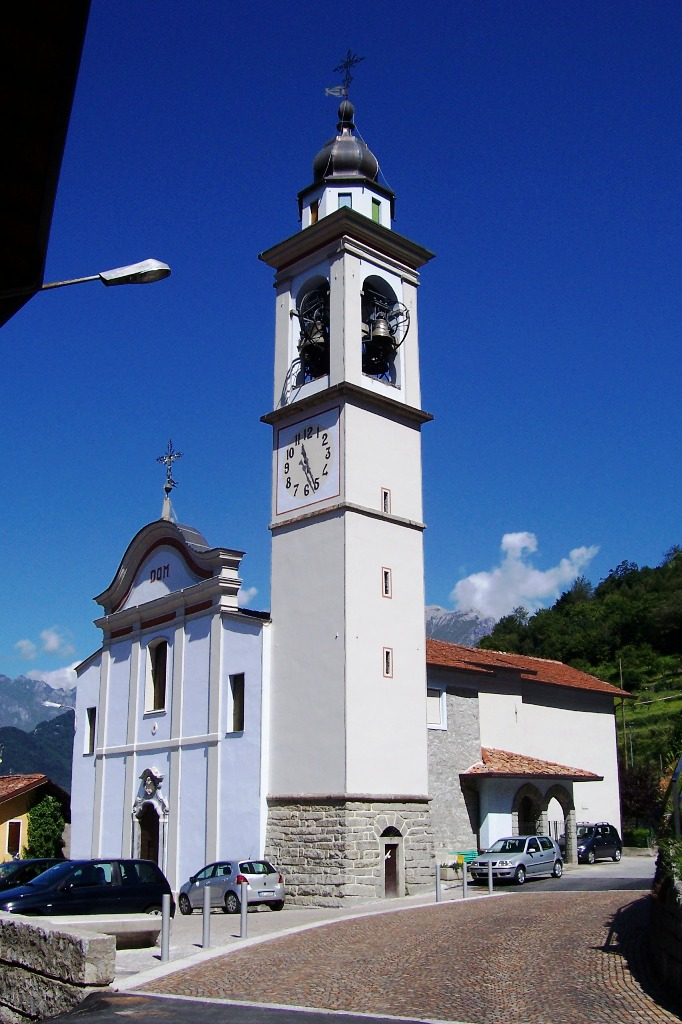
Parrocchiale

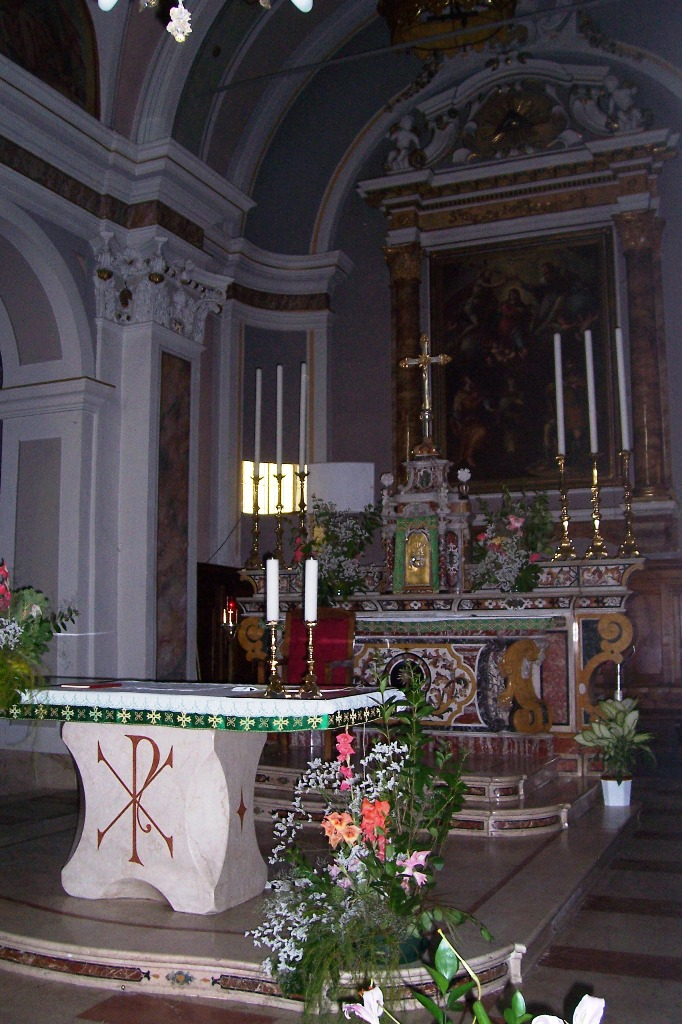
Altare della parrocchiale

### Architetture religiose
Le chiese di Astrio sono:
- Parrocchiale di SS Vito, Modesto e Crescenzia, il portale ha la data 1787.
- Chiesa di san Martino, di struttura cinquecentesca, rimaneggiata nel XVIII secolo, si trova lungo la strada per il Passo di Crocedomini

## Società

### Tradizioni e folclore
Gli scütüm sono nei dialetti camuni dei soprannomi o nomignoli, a volte personali, altre indicanti tratti caratteristici di una comunità. Quello che contraddistingue gli abitanti di Astrio è Bacalà (baccalà) .